# ویلی کوسلووسکی
ویلی کوسلووسکی (به آلمانی: Willi Koslowski) (زادهٔ ۱۷ فوریهٔ ۱۹۳۷ – درگذشتهٔ ۱۱ ژوئیهٔ ۲۰۲۴) بازیکن فوتبال و مهاجم اهل آلمان بود که از سال ۱۹۶۲ میلادی عضو تیم ملی فوتبال آلمان بوده‌است. وی در ۳ بازی ملی حضور داشته است و آخرین بازی ملی خود را در سال ۱۹۶۲ میلادی انجام داد. ویلی کوسلووسکی در بازی‌های ملی‌اش ۱ گل به ثمر رساند.
کوسلووسکی در ۱۱ ژوئیهٔ ۲۰۲۴، در سن ۸۷ سالگی درگذشت.